# Gert von Kunhardt

Gert von Kunhardt

Gert von Kunhardt (* 18. Juli 1939 in Stuttgart) ist ein ehemaliger deutscher Moderne Fünfkämpfer. Heute ist er Gesundheitstrainer und Autor.

## Berufliches Wirken
Von Kunhardt gehörte von 1963 bis 1966 der Nationalmannschaft an. Nach Beendigung seiner aktiven Laufbahn war er als Sportdezernent bei der Bundeswehr tätig.
Seit 1986 arbeitet er als Somatologe und Präventologe, seit 2002 Juror bei McKinsey für Präventionsprogramme und Mastertrainer im Berufsverband Deutscher Präventologen und der Deutschen Gesellschaft für Adipositas-Selbsthilfe. Er wurde 2008 zum Senator h. c. im Gesundheitssenat des Berufsverbandes Deutscher Präventologen ernannt. Gemeinsam mit seiner Ehefrau Marlén veranstaltet er Seminare und bildet Gesundheitstrainer aus. Er entwickelte das Prinzip der subjektiven Unterforderung, um Überforderungen im Freizeitsport zu verhindern und prägte den Begriff des „Joggelns“, einer „bummelnden“ Variante des Joggens. 

## Privates
Kunhardt lebt in Malente.
Im Februar 2024 kündigte er an, wegen Äußerungen von EKD-Präses Anna-Nicole Heinrich aus der evangelischen Kirche auszutreten. Heinrich habe auf einer Demo gegen Rechts gesagt: "Jesus würde kotzen". Von Kunhardt begründete seinen Austritt mit den Worten: "Ich halte diese Selbstherrlichkeit und Respektlosigkeit der EKD-Oberen nicht mehr aus. Ich will mich nicht mehr weiter fremdschämen müssen und trete aus dieser Kirche aus. Jesus hat sich anders verhalten. Er besuchte und aß mit den Sündern, und bei Demonstrationen gegen die Ehebrecherin sagte er: 'Wer ohne Schuld ist, werfe den ersten Stein.'"

## Schriften
- Rauchen ist gesünder als sich nicht zu bewegen, Köln 1988, im Selbstverlag
- Menschen in Bewegung setzen, Köln 1992, Marburger Kreis e.V. Würzburg
- Gut geht´s mir, Brendow, Moers 1995, ISBN 3-87067-622-1
- Keine Zeit und trotzdem fit, Brendow, Moers 1989, ISBN 3-87067-792-9
- Das Minutentraining Brockhaus, Haan 1997, ISBN 3-417-24145-6
- Wie Brausepulver in den Zehen, Brendow, Moers 2000, ISBN 3-87067-816-X
- Was, wenn's doch stimmt?, Brunnen, Gießen 2000, ISBN 3-7655-5440-5
- Fitness for body & soul Brendow, Moers 2002, ISBN 3-87067-702-3
- Phänomen Trampolin – Kleiner Aufwand, große Wirkung, bellicon, Köln 2004, ISBN 3-00-001167-6
- Keine Zeit und trotzdem fit, (komplett überarbeitete Auflage) Brendow, Moers 2005, ISBN 3-86506-067-6
- Die Fitness-Pause, Oncken, Witten 2006, ISBN 3-7893-7470-9
- Autofahren ohne Stress, SCM Collection Verlag, Witten 2007, ISBN 3-7893-9225-1
- Keine Zeit und trotzdem fit, Campus-Verlag, Frankfurt 2007, ISBN 978-3-593-38381-1
- recken, strecken, dehnen. Aussaat, Neukirchen-Vluyn 2008, ISBN 978-3-7615-5635-1
- Helle Köpfe braucht das Land, Verlag der St.-Johannis-Druckerei, Lahr/Schwarzwald 2009, ISBN 978-3-501-01638-1
- Fit in Minuten, Verlag Down-to-Earth, Berlin 2012, ISBN 978-3-86270-707-2
- Wolkenweich ins Glück, Shaker-Media, Aachen 2013, ISBN 978-3-86858-918-4
- Ein Leben lang leben, Springer-Spektrum, Heidelberg 2014, ISBN 978-3-642-54317-3
- Keine Lust und trotzdem fit, Brendow, Moers 2017, ISBN 978-3-86506-938-2.
- Leichte Bewegung – Gewinn für Herz und Hirn, Springer, Heidelberg 2020, ISBN 978-3-662-62045-8
- Longevity - Ein Leben lang leben, Springer-Spektrum, Heidelberg 2025, ISBN 978-3-662-69785-6

Co-Autor bei
- Wenn Gott im Leben Weichen stellt, Brendow, Moers 1994, ISBN 3-87067-558-6
- Was morgen zählt, Hänssler, Holzgerlingen 1996, ISBN 3-7751-2751-8
- Praxisbuch Männerarbeit, Hänssler, Holzgerlingen 1998, ISBN 3-7751-2915-4
- Meine Geschichte mit Gott, Hänssler, Holzgerlingen 2000, ISBN 3-7751-3489-1
- Jeder Tag ist eine Chance, Hänssler, Holzgerlingen 2002, ISBN 3-7751-3847-1
- Lebensbuch tempus. Giengen, 2005, www.tempus.de ohne ISBN
- Mit Genuss zum Wunschgewicht, Gebrüder Kornmeyer Dreieich, 2006, ISBN 978-3-938173-21-3
- Darum ist mein Leben liebenswert, Hänssler, Holzgerlingen, 2007, ISBN 978-3-7751-4595-4
- Reife Menschen sind gefragt, Hänssler, Holzgerlingen, 2007, ISBN 978-3-7751-4596-1
- gesund & aktiv, Schirner Verlag, Darmstadt, 2008, ISBN 978-3-89767-364-9
- Erfolg in Balance, Cornelsen, Berlin, 2010, ISBN 978-3-589-23734-0